# Taufbecken (Trumilly)

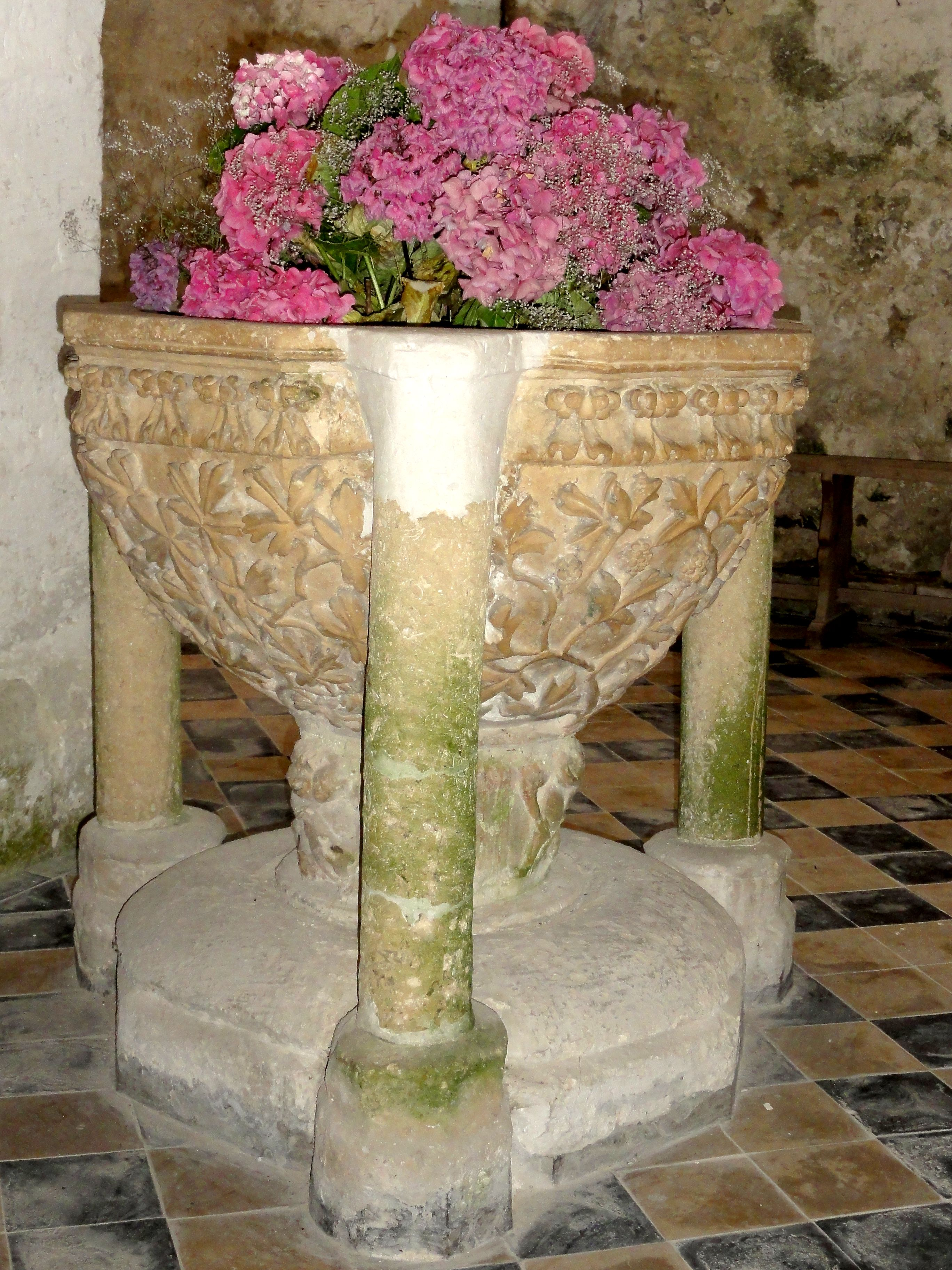
Taufbecken in Trumilly

Das Taufbecken in der katholischen Pfarrkirche Notre-Dame de l’Assomption in Trumilly, einer französischen Gemeinde im Département Oise in der Region Hauts-de-France, wurde in der zweiten Hälfte des 13. Jahrhunderts geschaffen. 
Im Jahr 1913 wurde das gotische Taufbecken als Monument historique in die Liste der geschützten Objekte (Base Palissy) in Frankreich aufgenommen.
Das 91 cm hohe Taufbecken aus Kalkstein steht auf einer achteckigen Basis, die von drei Säulen umgeben wird. Die Kapitelle der Säulen fehlen zum größten Teil. Das am oberen Rand profilierte Becken ist außen mit Weinranken und Vögeln geschmückt.
Das Taufbecken wurde unsachgemäß ausgebessert.